# Fabas (Tarn-et-Garonne)
Pour les articles homonymes, voir Fabas.
Fabas est une commune française située dans le sud du département de Tarn-et-Garonne, en région Occitanie.
Sur le plan historique et culturel, la commune est dans le Pays Montalbanais, correspondant à la partie méridionale du Quercy.
Exposée à un climat océanique altéré, elle est drainée par le ruisseau la Margasse et par divers autres petits cours d'eau.
Fabas est une commune rurale qui compte 695 habitants en 2022, après avoir connu une forte hausse de la population depuis 1975.  Elle fait partie de l'aire d'attraction de Toulouse. Ses habitants sont appelés les Fabasiens ou  Fabasiennes.

## Géographie
La commune se situe dans le pays Montalbanais, limitrophe du département de la Haute-Garonne.

### Communes limitrophes
Fabas est limitrophe de trois autres communes dont une dans le département de la Haute-Garonne.
Les communes limitrophes sont Campsas, Fronton et Canals.
|        | Campsas |                         |
| Canals | Fabas   |                         |
|        |         | Fronton (Haute-Garonne) |

### Géologie et relief
La superficie de la commune est de 630 hectares ; son altitude varie de 120  à   154 mètres.

### Hydrographie

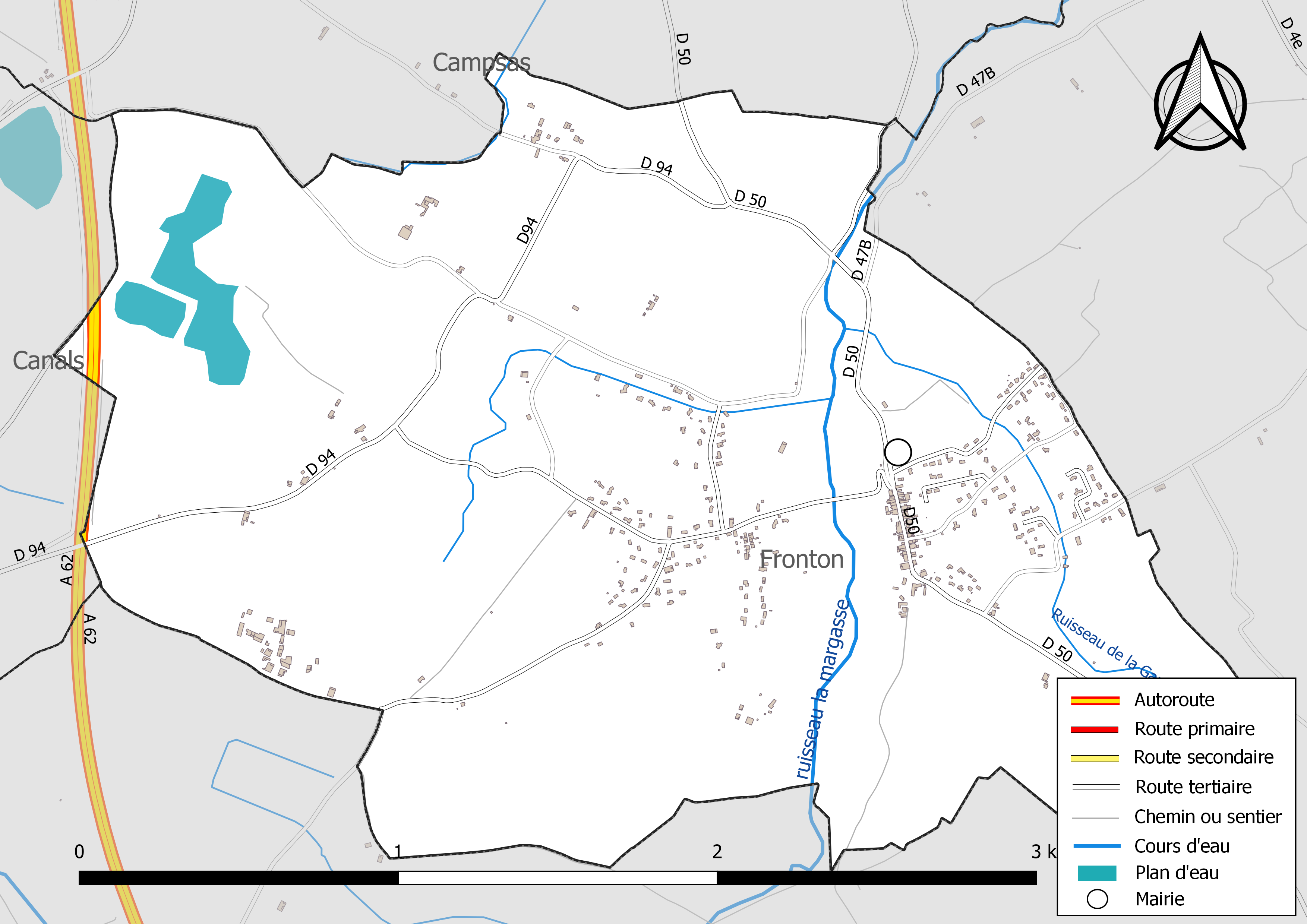
Réseaux hydrographique et routier de Fabas.

La commune est dans le bassin versant de la Garonne, au sein du bassin hydrographique Adour-Garonne. Elle est drainée par le ruisseau la Margasse, le ruisseau de la Garenne et par deux petits cours d'eau, constituant un réseau hydrographique de 6 km de longueur totale,.
Le ruisseau la Margasse, d'une longueur totale de 13,6 km, prend sa source dans la commune de Pompignan et s'écoule du sud vers le nord. Il traverse la commune et se jette dans le Rieu Tort à Labastide-Saint-Pierre, après avoir traversé 6 communes.

### Climat
Pour des articles plus généraux, voir Climat de l'Occitanie et Climat de Tarn-et-Garonne.
En 2010, le climat de la commune est de type climat du Bassin du Sud-Ouest, selon une étude du Centre national de la recherche scientifique s'appuyant sur une série de données couvrant la période 1971-2000. En 2020, Météo-France publie une typologie des climats de la France métropolitaine dans laquelle la commune est exposée à un climat océanique altéré et est dans la région climatique Aquitaine, Gascogne, caractérisée par une pluviométrie abondante au printemps, modérée en automne, un faible ensoleillement au printemps, un été chaud (19,5 °C), des vents faibles, des brouillards fréquents en automne et en hiver et des orages fréquents en été (15 à 20 jours).
Pour la période 1971-2000, la température annuelle moyenne est de 13,5 °C, avec une amplitude thermique annuelle de 15,4 °C. Le cumul annuel moyen de précipitations est de 716 mm, avec 9,2 jours de précipitations en janvier et 5,5 jours en juillet. Pour la période 1991-2020, la température moyenne annuelle observée sur la station météorologique de Météo-France la plus proche, « Savenès_man », sur la commune de Savenès à 12 km à vol d'oiseau, est de 13,3 °C et le cumul annuel moyen de précipitations est de 705,4 mm. 
La température maximale relevée sur cette station est de 41 °C, atteinte le 27 juin 2019 ; la température minimale est de −14,5 °C, atteinte le 9 février 2012,,.
Les paramètres climatiques de la commune ont été estimés pour le milieu du siècle (2041-2070) selon différents scénarios d'émission de gaz à effet de serre à partir des nouvelles projections climatiques de référence DRIAS-2020. Ils sont consultables sur un site dédié publié par Météo-France en novembre 2022.

### Milieux naturels et biodiversité
Aucun espace naturel présentant un intérêt patrimonial n'est recensé sur la commune dans l'inventaire national du patrimoine naturel,,.

## Urbanisme

### Typologie
Au 1er janvier 2024, Fabas est catégorisée commune rurale à habitat dispersé, selon la nouvelle grille communale de densité à sept niveaux définie par l'Insee en 2022.
Elle est située hors unité urbaine. Par ailleurs la commune fait partie de l'aire d'attraction de Toulouse, dont elle est une commune de la couronne,. Cette aire, qui regroupe 527 communes, est catégorisée dans les aires de 700 000 habitants ou plus (hors Paris),.

### Occupation des sols
L'occupation des sols de la commune, telle qu'elle ressort de la base de données européenne d’occupation biophysique des sols Corine Land Cover (CLC), est marquée par l'importance des territoires agricoles (76,8 % en 2018), en diminution par rapport à 1990 (91,2 %). La répartition détaillée en 2018 est la suivante : 
terres arables (39,2 %), cultures permanentes (20,7 %), zones agricoles hétérogènes (10,9 %), zones urbanisées (10,2 %), forêts (8,8 %), prairies (6 %), eaux continentales (4,2 %). L'évolution de l’occupation des sols de la commune et de ses infrastructures peut être observée sur les différentes représentations cartographiques du territoire : la carte de Cassini (XVIIIe siècle), la carte d'état-major (1820-1866) et les cartes ou photos aériennes de l'IGN pour la période actuelle (1950 à aujourd'hui).

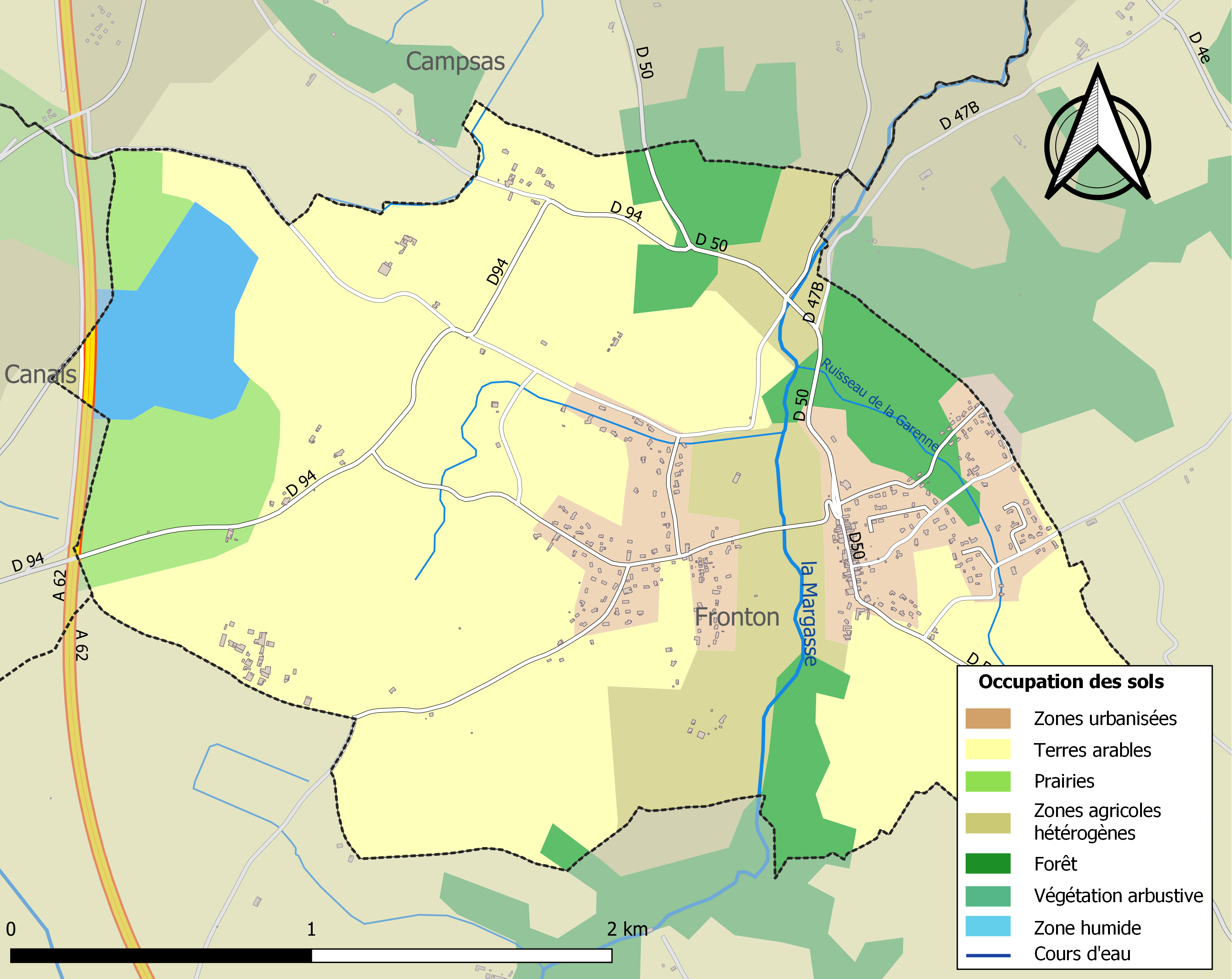
Carte des infrastructures et de l'occupation des sols de la commune en 2018 (CLC).

### Voies de communication et transports

#### Voies routières
Accès avec les routes départementales D 50 et D 94.

#### Transports en commun
La commune n'est desservie par aucune réseau de transports, seulement des lignes scolaires.
Cependant, un réseau interurbain dessert une commune voisine. Le réseau Arc-en-Ciel dessert la ville voisine de Fronton, avec les lignes Hop!1 et 51 en direction de Toulouse ou Villemur-sur-Tarn et la ligne 75 vers Buzet-sur-Tarn.
La gare la plus proche est la gare de Dieupentale, desservie par des TER Occitanie.

### Risques majeurs
Le territoire de la commune de Fabas est vulnérable à différents aléas naturels : météorologiques (tempête, orage, neige, grand froid, canicule ou sécheresse), inondations, mouvements de terrains et séisme (sismicité très faible). Il est également exposé à un risque technologique,  le transport de matières dangereuses. Un site publié par le BRGM permet d'évaluer simplement et rapidement les risques d'un bien localisé soit par son adresse soit par le numéro de sa parcelle.

#### Risques naturels
Certaines parties du territoire communal sont susceptibles d’être affectées par le risque d’inondation par débordement de cours d'eau, notamment le ruisseau la Margasse. La cartographie des zones inondables en ex-Midi-Pyrénées réalisée dans le cadre du XIe Contrat de plan État-région, visant à informer les citoyens et les décideurs sur le risque d’inondation, est accessible sur le site de la DREAL Occitanie. La commune a été reconnue en état de catastrophe naturelle au titre des dommages causés par les inondations et coulées de boue survenues en 1982, 1999 et 2017,.
Fabas est exposée au risque de feu de forêt. Le département de Tarn-et-Garonne présentant toutefois globalement un niveau d’aléa moyen à faible très localisé, aucun Plan départemental de protection des forêts contre les risques d’incendie de forêt (PFCIF) n'a été élaboré. Le débroussaillement aux abords des maisons constitue l’une des meilleures protections pour les particuliers contre le feu,.

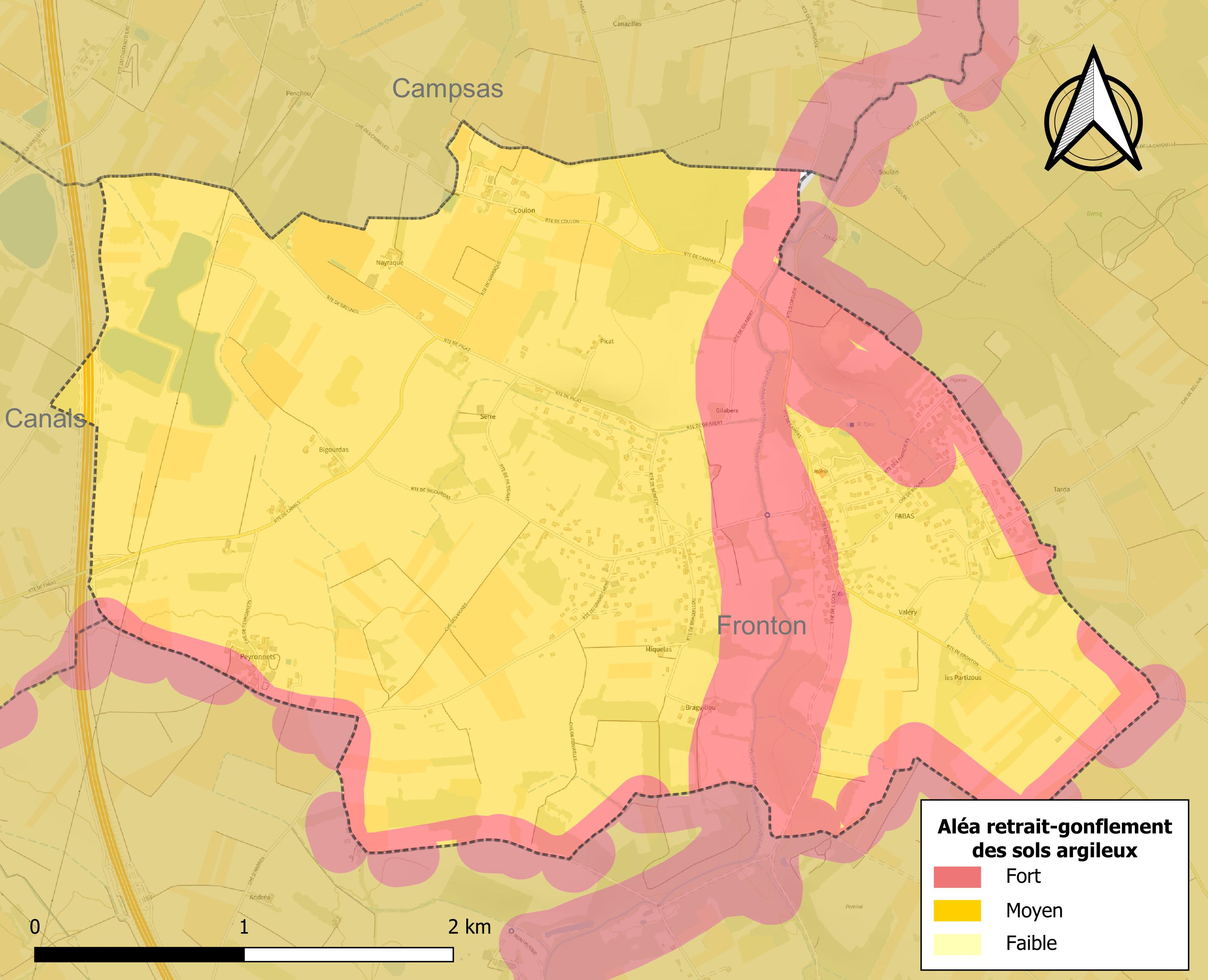
Carte des zones d'aléa retrait-gonflement des sols argileux de Fabas.

Les mouvements de terrains susceptibles de se produire sur la commune sont des tassements différentiels.
Le retrait-gonflement des sols argileux est susceptible d'engendrer des dommages importants aux bâtiments en cas d’alternance de périodes de sécheresse et de pluie. La totalité de la commune est en aléa moyen ou fort (92 % au niveau départemental et 48,5 % au niveau national). Sur les 242 bâtiments dénombrés sur la commune en 2019, 242 sont en aléa moyen ou fort, soit 100 %, à comparer aux 96 % au niveau départemental et 54 % au niveau national. Une cartographie de l'exposition du territoire national au retrait gonflement des sols argileux est disponible sur le site du BRGM,.
Par ailleurs, afin de mieux appréhender le risque d’affaissement de terrain, l'inventaire national des cavités souterraines permet de localiser celles situées sur la commune.
Concernant les mouvements de terrains, la commune a été reconnue en état de catastrophe naturelle au titre des dommages causés par la sécheresse en 1989, 1998, 2003, 2011, 2012, 2016 et 2017 et par des mouvements de terrain en 1999.

#### Risques technologiques
Le risque de transport de matières dangereuses sur la commune est lié à sa traversée par des infrastructures routières ou ferroviaires importantes ou la présence d'une canalisation de transport d'hydrocarbures. Un accident se produisant sur de telles infrastructures est susceptible d’avoir des effets graves sur les biens, les personnes ou l'environnement, selon la nature du matériau transporté. Des dispositions d’urbanisme peuvent être préconisées en conséquence.

## Toponymie
Le nom du village tire son origine du mot « Favars », devenu au fil du temps Fabas, et qui signifie fève, légume très prisé au Moyen âge (XIIe siècle). Ce nom a été choisi par une famille féodale à cette époque.

## Histoire
Le XVIIe siècle est surtout marqué par les guerres de Religion, les guerres aux frontières, la misère et les intempéries. Les guerres de Religion n’épargnent pas le seigneur de Fabas qui est tué en 1628. Pendant la même période, l’église Saint-Barthélémy est détruite. Ce n’est qu’en 1834 qu’elle sera reconstruite à son emplacement actuel au centre du bourg.
Le 5 vendémiaire de l’an IV (1794), les représentants de la commune de Fabas demandent un rattachement à la commune de Fronton. Cette requête est refusée.
En 1808, le département de Tarn-et-Garonne est créé et Fabas reste rattaché à l’arrondissement de Castelsarrasin et au canton de Grisolles.
Dès le XIXe siècle, la fluctuation de la population dans le canton est notable, même si Fabas, Dieupentale et Labastide-Saint-Pierre résistent. Ainsi, de 1876 à 1896 se produit une baisse de la population dans le canton, il en est de même au début du XXe siècle (baisse de 12 % de la population de Fabas), puis pendant l’entre-deux-guerres, la population s'accroît grâce à une forte immigration (+35 %).
Par la suite, la stabilisation est notée, et la vie reprend son cours à Fabas, où échanges, fêtes et convivialité sont bien installés. Les fêtes religieuses sont les catalyseurs du système.

## Politique et administration

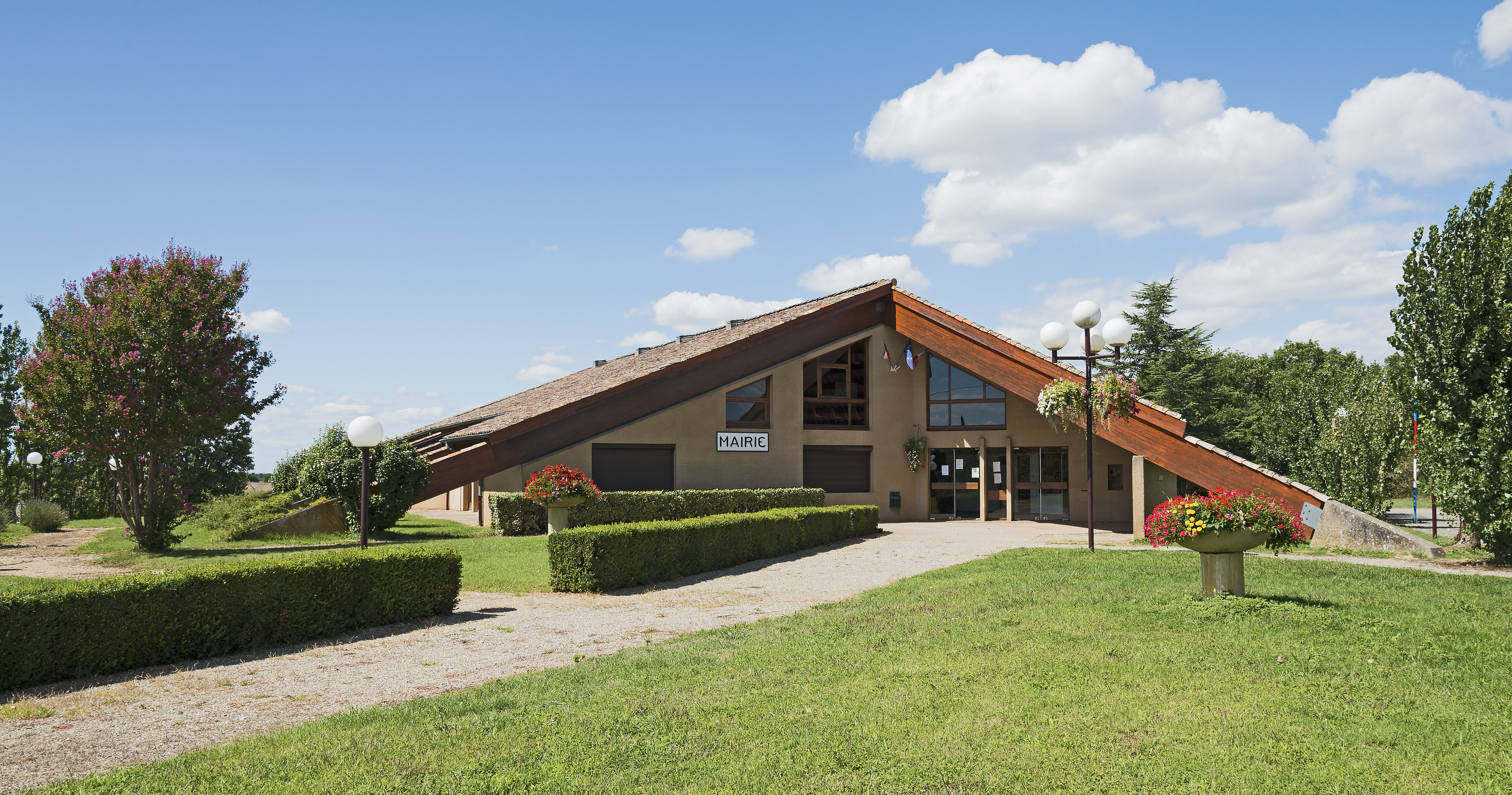
La mairie.

### Administration municipale
Le nombre d'habitants au recensement de 2011 étant compris entre 500 et 1 499 habitants, le nombre de membres du conseil municipal pour l'élection de 2014 est de quinze,.

### Rattachements administratifs et électoraux
La commune fait partie de la deuxième circonscription de Tarn-et-Garonne de la Communauté de communes Grand Sud Tarn et Garonne et du canton de Verdun-sur-Garonne (avant le redécoupage départemental de 2014, Fabas faisait partie de l'ex-canton de Grisolles).

### Liste des maires
| Période                                  | Période  | Identité                   | Étiquette | Qualité |
| ---------------------------------------- | -------- | -------------------------- | --------- | ------- |
| 1793                                     | 1808     | Raymond Contrasty          |           |         |
| 1808                                     | 1811     | Jean-Bapiste Latour de Joy |           |         |
| 1811                                     | 1815     | Jean Pages                 |           |         |
| 1815                                     | 1815     | Jean-Bapiste Latour de Joy |           |         |
| 1815                                     | 1825     | Raymond Constrastyl        |           |         |
| 1825                                     | 1836     | Jean Pages                 |           |         |
| 1836                                     | 1848     | Jean-Baptiste Contrasty    |           |         |
| 1848                                     | 1864     | Jean Gendre                |           |         |
| 1864                                     | 1870     | André Miquel               |           |         |
| 1870                                     | 1874     | Jean Pescay                |           |         |
| 1874                                     | 1885     | André Miquel               |           |         |
| 1885                                     | 1896     | Guillaume Pouget           |           |         |
| 1896                                     | 1900     | Jacques Pouget             |           |         |
| 1900                                     | 1903     | Antoine Fontanilles        |           |         |
| 1903                                     | 1904     | Baptiste Clamens           |           |         |
| 1904                                     | 1919     | Jacques Pouget             |           |         |
| 1919                                     | 1925     | Antonin Negre              |           |         |
| 1925                                     | 1944     | Justin Negre               |           |         |
| 1944                                     | 1953     | Henri Olivier              |           |         |
| 1953                                     | 1984     | Pierre Tajan               |           |         |
| 1995                                     | 2009     | Michel Pleinecassagnes     |           |         |
| 2009                                     | 2014     | Sandrine Megias            |           |         |
| 2014                                     | En cours | Jérôme Soursac             |           |         |
| Les données manquantes sont à compléter. |          |                            |           |         |

## Population et société

### Démographie
L'évolution du nombre d'habitants est connue à travers les recensements de la population effectués dans la commune depuis 1793. Pour les communes de moins de 10 000 habitants, une enquête de recensement portant sur toute la population est réalisée tous les cinq ans, les populations de référence des années intermédiaires étant quant à elles estimées par interpolation ou extrapolation. Pour la commune, le premier recensement exhaustif entrant dans le cadre du nouveau dispositif a été réalisé en 2004.

En 2022, la commune comptait 695 habitants, en évolution de +14,69 % par rapport à 2016 (Tarn-et-Garonne : +3,12 %, France hors Mayotte : +2,11 %).
| 1793 | 1800 | 1806 | 1821 | 1831 | 1836 | 1841 | 1846 | 1851 |
| ---- | ---- | ---- | ---- | ---- | ---- | ---- | ---- | ---- |
| 288  | 309  | 285  | 333  | 326  | 312  | 292  | 311  | 315  |

| 1856 | 1861 | 1866 | 1872 | 1876 | 1881 | 1886 | 1891 | 1896 |
| ---- | ---- | ---- | ---- | ---- | ---- | ---- | ---- | ---- |
| 314  | 298  | 305  | 278  | 285  | 300  | 299  | 290  | 279  |

| 1901 | 1906 | 1911 | 1921 | 1926 | 1931 | 1936 | 1946 | 1954 |
| ---- | ---- | ---- | ---- | ---- | ---- | ---- | ---- | ---- |
| 256  | 238  | 220  | 187  | 192  | 219  | 242  | 222  | 227  |

| 1962 | 1968 | 1975 | 1982 | 1990 | 1999 | 2004 | 2006 | 2009 |
| ---- | ---- | ---- | ---- | ---- | ---- | ---- | ---- | ---- |
| 240  | 230  | 210  | 218  | 314  | 322  | 398  | 438  | 518  |

| 2014 | 2019 | 2022 | - | - | - | - | - | - |
| ---- | ---- | ---- | - | - | - | - | - | - |
| 577  | 658  | 695  | - | - | - | - | - | - |

| selon la population municipale des années : | 1968 | 1975 | 1982 | 1990 | 1999 | 2006 | 2009 | 2013 |
| Rang de la commune dans le département      | 153  | 127  | 139  | 112  | 112  | 98   | 93   | 92   |
| Nombre de communes du département           | 195  | 195  | 195  | 195  | 195  | 195  | 195  | 195  |

#### Agriculture
Fabas est et restera terre agricole (vignes, vergers, céréales et potagers).

#### Artisanat et commerce
-Distrib’pain : distributeur de pain
-Pozza et Fils : maçonnerie générale
-Sapomeca : usinage
-Regis électricité : électricité générale
-Arquier Jardi Service : petits travaux de jardinage a domicile
- Bruneau : Travaux carrelage
- Duche Julien : Divers travaux de maçonnerie et toiture
- Trans. Martin : Messagerie location de tous véhicules sans chauffeur
YLT Conseil : Conseil pour les affaires et autres conseils de gestions

### Enseignement
L'éducation est assurée par un regroupement pédagogique intercommunal avec la commune de Canals, de la maternelle au primaire.
L’association des parents d’élève "Les Parpalhols" est composée de parents bénévoles. Elle propose tout au long de l’année des manifestations gratuites afin de partager, échanger et divertir les enfants et leurs parents. Différentes actions comme la vente de crêpes, de calendriers, l'organisation d'un vide-grenier… dont les bénéfices servent à financer les projets pédagogiques, culturels et de loisirs des deux écoles.
Fabas fait partie de l'académie de Toulouse.

### Culture et festivité
La commune dispose d'une salle des fêtes et d'une maison des associations "L'Oustal".
Le nom du comité des fêtes de Fabas s'appelle "Ambiance Fabassienne". Il a pour but d'organiser les fêtes et les manifestations destinées à animer le village. Le bureau du Comité est composé de bénévoles. Tous les ans en juin a lieu la fête de village. Ainsi que la fête de vins en novembre et le carnaval pour les enfants en mars.
Une association pour le 3e âge "Club des Amandiers" rassemble les retraités mais aussi toutes les personnes, quel que soit leur âge, désirant partager des moments de convivialité.
L'association "ACCA" est une association qui regroupe les chasseurs. Elle a été créée le 27 janvier 1971.
L'association "Les Parpalhol" est une association des parents d’élève de l'école du grand chêne de Fabas. Tous les ans elle organise son loto, des ventes de crêpes et des gâteaux.
L'association "Les Fabylettes" rassemble les passionnés de mob et ont décidé de  donner une nouvelle vie aux bolides de leur adolescence. Tous les ans elle organise le marché de noël.
L'association "Sabor Latino" donne des cours de Salsa tous les lundis soir à la salle des fêtes de Fabas.
L'association "Vitalya Harmonie" donne des cours de yoga à la maison des associations ou en nature.
L'association "Vive la vie" propose des ateliers pour apprendre la méthode Montessoris.

### Activités sportives
Association communale de chasse agréée, pétanque, sentiers de randonnées,

### Écologie et recyclage
La collecte et le traitement des déchets des ménages et des déchets assimilés ainsi que la protection et la mise en valeur de l'environnement se font dans le cadre du SIEEOM Grisolles-Verdun ,.
Tous les ans a lieu une journée citoyenne organisée par la mairie pour nettoyer le village.

## Économie

### Revenus
En 2018, la commune compte 232 ménages fiscaux, regroupant 654 personnes. La médiane du revenu disponible par unité de consommation est de 23 800 € (20 140 € dans le département).

### Emploi
|                | 2008  | 2013   | 2018   |
| -------------- | ----- | ------ | ------ |
| Commune        | 5 %   | 7,5 %  | 5,1 %  |
| Département    | 8,4 % | 10,2 % | 10,3 % |
| France entière | 8,3 % | 10 %   | 10 %   |

En 2018, la population âgée de 15 à 64 ans s'élève à 417 personnes, parmi lesquelles on compte 80,2 % d'actifs (75,1 % ayant un emploi et 5,1 % de chômeurs) et 19,8 % d'inactifs,. Depuis 2008, le taux de chômage communal (au sens du recensement) des 15-64 ans est inférieur à celui de la France et du département.
La commune fait partie de la couronne de l'aire d'attraction de Toulouse, du fait qu'au moins 15 % des actifs travaillent dans le pôle,. Elle compte 73 emplois en 2018, contre 55 en 2013 et 48 en 2008. Le nombre d'actifs ayant un emploi résidant dans la commune est de 318, soit un indicateur de concentration d'emploi de 22,9 % et un taux d'activité parmi les 15 ans ou plus de 70,4 %.
Sur ces 318 actifs de 15 ans ou plus ayant un emploi, 35 travaillent dans la commune, soit 11 % des habitants. Pour se rendre au travail, 88,1 % des habitants utilisent un véhicule personnel ou de fonction à quatre roues, 4,6 % les transports en commun, 3,3 % s'y rendent en deux-roues, à vélo ou à pied et 4 % n'ont pas besoin de transport (travail au domicile).

### Activités hors agriculture
26 établissements sont implantés  à Fabas au 31 décembre 2019.
Le secteur de la construction est prépondérant sur la commune puisqu'il représente 30,8 % du nombre total d'établissements de la commune (8 sur les 26 entreprises implantées  à Fabas), contre 14,9 % au niveau départemental.

### Agriculture
La commune est dans le Lauragais, une petite région agricole située dans le sud-est du département de Tarn-et-Garonne. En 2020, l'orientation technico-économique de l'agriculture  sur la commune est la viticulture. 
|               | 1988 | 2000 | 2010 | 2020 |
| ------------- | ---- | ---- | ---- | ---- |
| Exploitations | 26   | 19   | 16   | 11   |
| SAU (ha)      | 560  | 486  | 422  | 230  |

Le nombre d'exploitations agricoles en activité et ayant leur siège dans la commune est passé de 26 lors du recensement agricole de 1988  à 19 en 2000 puis à 16 en 2010 et enfin à 11 en 2020, soit une baisse de 58 % en 32 ans. Le même mouvement est observé à l'échelle du département qui a perdu pendant cette période 57 % de ses exploitations,. La surface agricole utilisée sur la commune a également diminué, passant de 560 ha en 1988 à 230 ha en 2020. Parallèlement la surface agricole utilisée moyenne par exploitation a baissé, passant de 22 à 21 ha.

## Culture locale et patrimoine

### Lieux et monuments
- Église Saint-Barthélémy de Fabas à clocher-mur.
- Le grand chêne (sculpture sur arbre)

### Personnalités liées à la commune
- Pierre Tajan, sénateur de 1975 à 1984.
- Sylvia Pinel, ministre de l'Artisanat du Commerce et du Tourisme de 2012 à 2014 - ministre du logement, de l'égalité des territoires et de la ruralité de 2014 à 2016 - conseillère régionale de 2010 à 2021 - député de 2016 à 2022.

### Héraldique
| Fabas | Son blasonnement est : Tranché émanché de gueules et d'argent. Ces armoiries ont été créées à la demande du Roi Louis XIV (vers 1696) par son grand généalogiste Charles d’Hozier (1640-1732). |

## Pour approfondir